# Heinrich Strübin

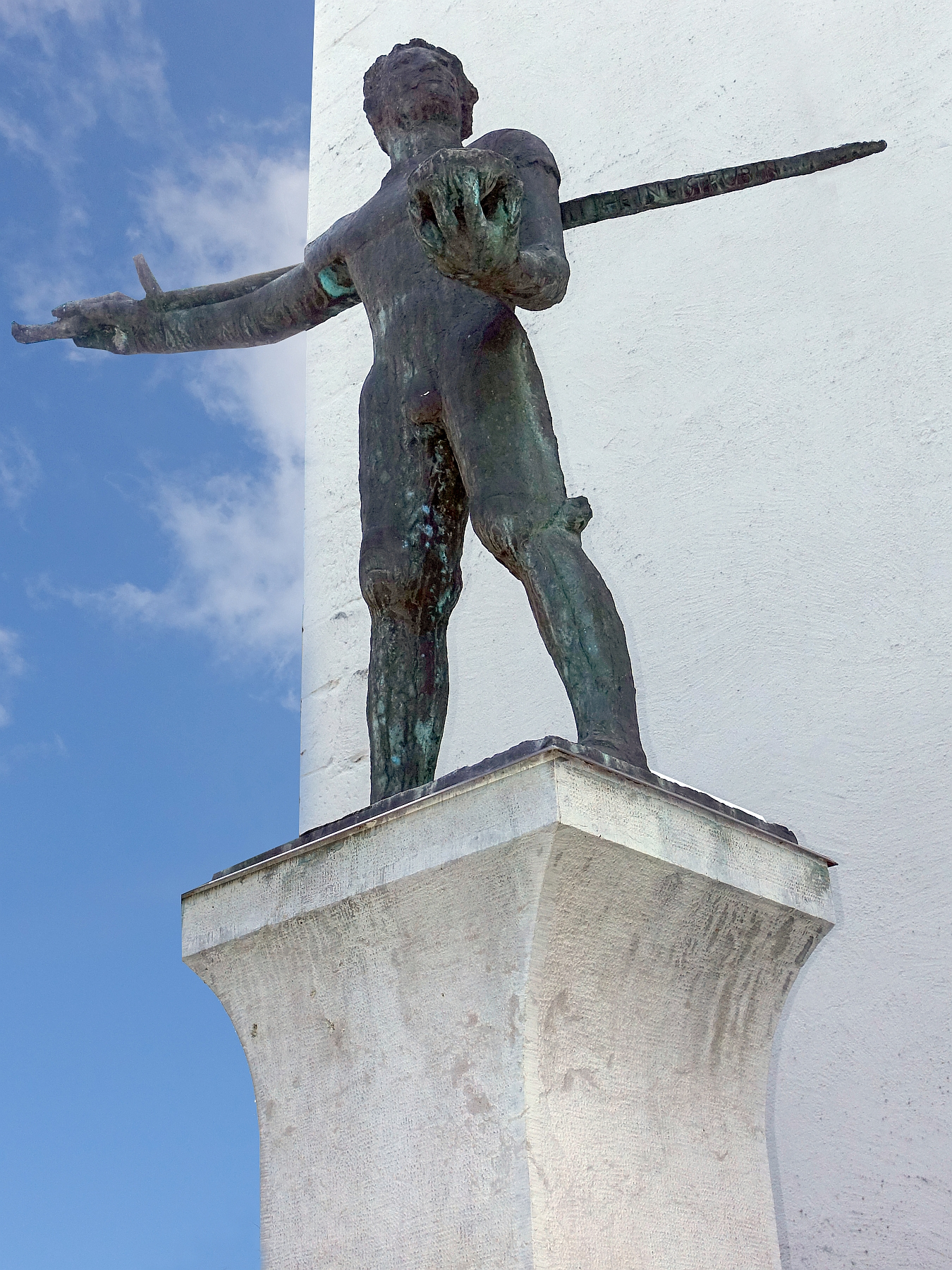
1957, Skulptur von Jakob Probst. Museum Basel-Land in Liestal

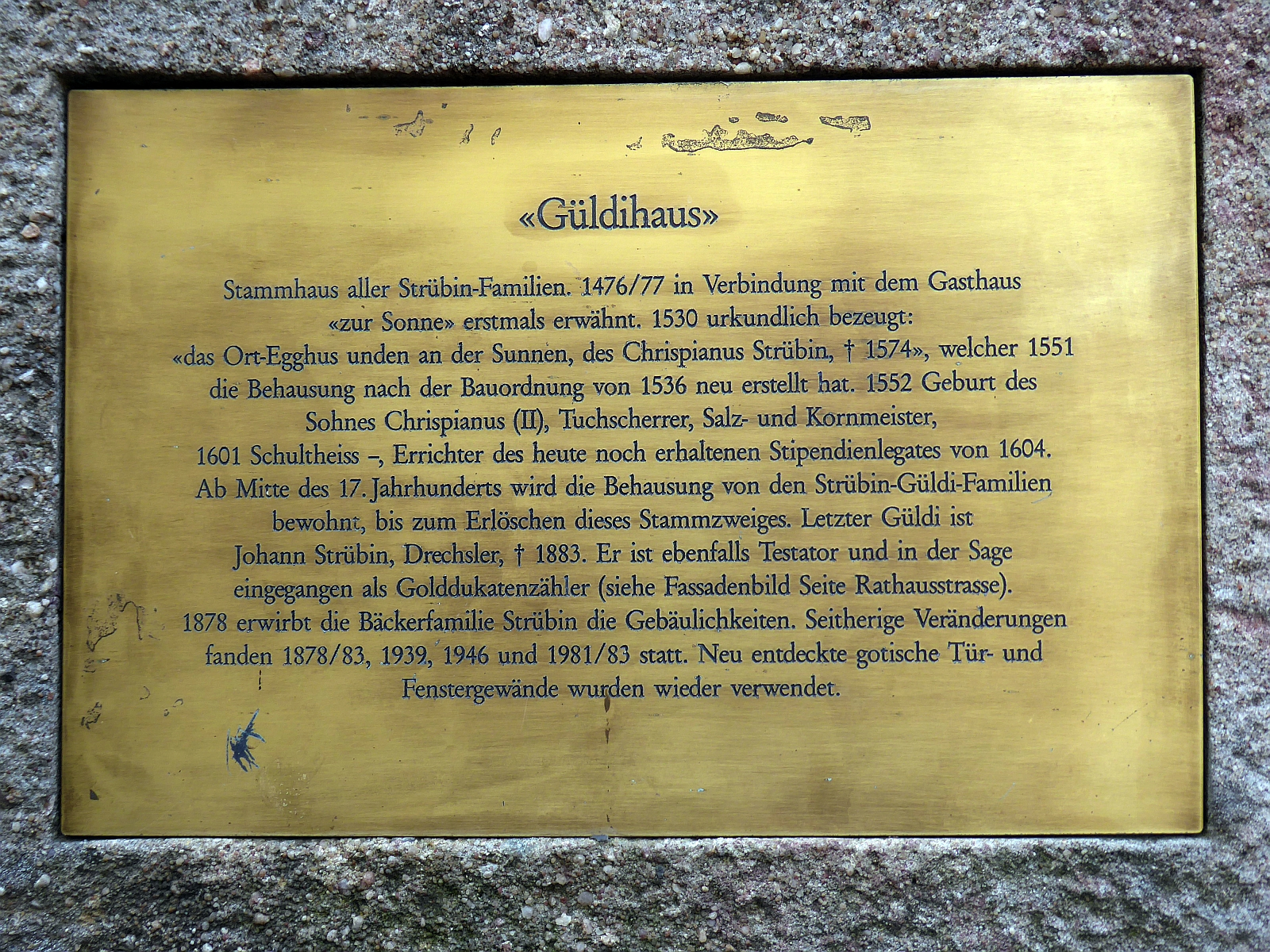
Chronik zur Familie Strübin und dem «Güldihaus»

Heinrich (Heini) Strübin (* vor 1450; † 1517 in Liestal) war ein Schweizer Politiker.

## Leben
Heinrich Strübin stammte aus Herden (Baden/Deutschland) und wurde 1477 Bürger von Liestal. Dort ist er bereits 1476 als Wirt «zur Sonne» bezeugt. 1480 wurde er Mitglied des Rats. 1496 bis zu seinem Tod amtete er als Schultheiss von Liestal. Von der Schlacht bei Nancy, dem Abschluss der Burgunderkriege, brachte er 1477 eine Schale aus dem Besitz Karls des Kühnen nach Hause. Sein Stammhaus befindet sich an der heutigen Rathausstrasse 35 in Liestal. Die dortige Fassadenmalerei stammt von Otto Plattner. 1956 wurde auf dem Zeughausbrunnen in Liestal eine vom Bildhauer Jakob Probst geschaffene Denkmalfigur von Heinrich Strübin aufgestellt.